# Niclas Thiede
Niclas Thiede (* 14. April 1999 in Hagen) ist ein deutscher Fußballspieler. Der Torhüter steht seit Juli 2023 beim VfL Bochum unter Vertrag.

## Sportlicher Werdegang
Thiede wechselte in seiner Jugend mehrfach Vereine im Ruhrgebiet, als Juniorenspieler war er zuletzt von 2015 bis 2018 in der B- und A-Jugend für den VfL Bochum aktiv, wobei er auch mehrfach zu Einsätzen in deutschen U-Nationalauswahlteams kam. 2018 wechselte zum SC Freiburg und kam dort zunächst in der zweiten Mannschaft in der Regionalliga Südwest zum Einsatz. Zur Saison 2019/20 rückte er als dritter Torhüter in die Bundesligamannschaft auf. Thiede debütierte am 19. Oktober 2019 bei einer 0:2-Niederlage im Auswärtsspiel gegen den 1. FC Union Berlin in der Bundesliga, nachdem Ersatztorhüter Mark Flekken die Partie erkrankungsbedingt verpasste und Stammtorhüter Alexander Schwolow Mitte der ersten Halbzeit verletzungsbedingt ausgewechselt werden musste.
Für die Saison 2021/22 wurde Thiede an den Drittligisten SC Verl ausgeliehen. Dort absolvierte er 29 von 38 möglichen Ligaspielen. Zur Saison 2022/23 wurde er schließlich fest verpflichtet.
Im Sommer 2023 wechselte Thied mit einem Vertrag bis 2027 in die Bundesliga zu seinem ehemaligen Jugendverein VfL Bochum. Dort gehörte er hinter Manuel Riemann, Michael Esser und dem im Januar 2024 nachverpflichteten Andreas Luthe als Ersatzmann zum Torhüterteam des Klubs und blieb somit ohne Pflichtspieleinsatz. Trotz der zeitweisen Suspendierung Riemanns und den Abschieden von den ihre Karriere jeweils beendenden Esser und Luthe im Sommer 2024 verblieb er nach der Verpflichtung von Patrick Drewes an nachgelagerter Position in der Torwarthierarchie. Für die Saison 2024/25 wurde er daher an den SSV Ulm 1846 ausgeliehen. Zunächst reihte er sich unter Trainer Thomas Wörle bei den „Spatzen“ als Ersatzmann hinter dem langjährigen Stammtorhüter Christian Ortag ein, vertrat diesen aber nach dessen Verletzung im Spiel gegen Eintracht Braunschweig am 27. September und der folgenden Ausfallzeit bis Mitte Dezember. Anschließend wieder Nummer 2 kam er beim 0:0-Unentschieden beim Karlsruher SC am 26. Spieltag erneut zum Einsatz, als er nach einer Viertelstunde den verletzten Ortag ersetzen musste. Anschließend etablierte er sich unter dem mittlerweile neuen Trainer Robert Lechleiter als Stammtorhüter beim im Abstiegskampf befindlichen Klub. Am Saisonende stieg er mit den „Spatzen“, für die er mit 17 Ligaspielen die Hälfte der Saisonspiele bestritten hatte, aus der zweiten Liga ebenso ab wie sein Bochumer Stammverein aus der Bundesliga.

## Erfolge
- Meister der Regionalliga Südwest und Aufstieg in die 3. Liga: 2021